# 코모로 프리미어리그
코모로 프리미어리그(Comoros Premier League)는 코모로의 최상위 축구 리그로 1979년에 창설되었다.

## 같이 보기
- 코모로 컵